# 哈桑·阿卜杜勒·加尼
哈桑·穆罕默德·阿卜杜勒·加尼，敘利亞軍事人物，為敘利亞軍方發言人，在敘利亞內戰時期是敘利亞反對派聯盟的指揮官兼發言人。他因在推翻巴沙爾·阿薩德政權的軍事行動中的表現而備受關注。

## 生平
阿卜杜勒·加尼出生於哈馬省蘇蘭，曾在敘利亞交通部附屬的高等鐵路學院接受教育，並於霍姆斯大學經濟學院修習電子行銷學。

## 事蹟
2011年，敘利亞革命爆發後，阿卜杜勒·加尼最初參與和平示威，隨後加入敘利亞自由軍，專門製造與部署地雷來對抗政府軍。
2013年，他在蘇蘭遭敘利亞政府軍逮捕，被拘禁於第248號分部，後轉往阿德拉監獄，6個月後獲釋。
出獄後，阿卜杜勒·加尼先後加入「真主旅聯盟」，活動範圍涵蓋哈馬省與伊德利卜省；其後轉投努斯拉陣線；2016年7月28日，隨著努斯拉陣線改組成征服沙姆陣線，他加入該組織；2017年1月28日，沙姆解放組織成立後，他成為該組織的指揮官之一。其作為伊斯蘭主義武裝組織沙姆解放組織的高級指揮官，同時擔任該組織的官方發言人。在沙姆解放組織迅速發動攻勢並成功奪取敘利亞多座主要城市，包括首都大馬士革後，他對外宣布：「敘利亞終於獲得自由，暴政已經永遠結束，所有宗教信仰群體都能在此和平共存。」
2024年12月28日，敘利亞新政府晉升阿卜杜勒·加尼為敘利亞武裝部隊上校。
2025年1月29日，阿卜杜勒·加尼在敘利亞革命勝利宣告會議上正式宣佈敘利亞革命的勝利。